# 기술자
기술자(技術者, technician)는 주로 공업 분야의 전문적인 기술을 가진 실무자를 의미한다. 이론적 원칙을 상대적으로 실천적으로 이해함과 더불어 특정 기술 분야에 있어 관련 기술과 기법들에 능숙한 사람을 말한다. 기술자는 제조업, 일반 서비스 산업 등 제품이나 시스템 등 또한 농림 수산 분야 등 물건이나 일을 만들어내는 생산이 수반되는 모든 산업에 존재하고 있다.

## 같이 보기
- 기술의 역사
- 그레이칼라